# Гипотезы Вейля
Гипотезы Вейля — математические гипотезы о локальных дзета-функциях проективных многообразий над конечными полями.
Гипотезы Вейля утверждают, что локальные дзета-функции должны быть рациональны, удовлетворять функциональному уравнению, а их нули лежать на критических прямых. Последние 2 гипотезы аналогичны гипотезе Римана для дзета-функции Римана.
Гипотезы в общем виде были сформулированы Андре Вейлем в 1949 году, рациональность была доказана Бернардом Дворком в 1960 году, функциональное уравнение — Александром Гротендиком в 1965 году, аналог гипотезы Римана — Пьером Делинем в 1974 году.

## Формулировка гипотез Вейля
Пусть {\displaystyle X} — неособое {\displaystyle n}-мерное проективное алгебраическое многообразие над конечным полем {\displaystyle \mathbb {F} _{q}}. Его конгруэнц-дзета-функция определяется как
{\displaystyle Z(X,\;T)=\exp \left(\sum \limits _{k=1}^{\infty }{\frac {N_{k}}{k}}T^{k}\right),}
где {\displaystyle N_{k}} — число точек {\displaystyle X} над {\displaystyle k}-мерным расширением {\displaystyle \mathbb {F} _{q^{k}}} поля {\displaystyle \mathbb {F} _{q}}. Локальная дзета-функция {\displaystyle \zeta (X,\;s)=Z(X,\;q^{-s})}.
Гипотезы Вейля утверждают следующее:
1. (Рациональность) {\displaystyle Z(X,\;T)} является рациональной функцией {\displaystyle T}. Точнее, {\displaystyle Z(X,\;T)} может быть представлено в виде конечного произведения
{\displaystyle Z(X,T)=\prod \limits _{i=0}^{2n}P_{i}(T)^{(-1)^{i+1}}={\frac {P_{1}(T)\cdot \ldots \cdot P_{2n-1}(T)}{P_{0}(T)\cdot \ldots \cdot P_{2n}(T)}},}
где каждый {\displaystyle P_{i}(T)} — многочлен с целыми коэффициентами. Причем {\displaystyle P_{0}(T)=1-T,\;P_{2n}(T)=1-q^{n}T}, а для всех {\displaystyle i\colon 1\leqslant i\leqslant 2n-1} {\displaystyle P_{i}(T)=\prod \limits _{j}(1-\alpha _{ij}T)} над {\displaystyle \mathbb {C} }, а {\displaystyle \alpha _{ij}} — некоторые целые алгебраические числа.
2. (Функциональное уравнение и двойственность Пуанкаре) Дзета-функция удовлетворяет соотношению
{\displaystyle \zeta (X,\;n-s)=\pm q^{{\frac {nE}{2}}-Es}\zeta (X,\;s)}
или эквивалентно
{\displaystyle Z\left(X,\;{\frac {1}{q^{n}T}}\right)=\pm q^{nE/2}T^{E}Z(X,\;T),}
где {\displaystyle E} — эйлерова характеристика {\displaystyle X} (индекс самопересечения диагонали {\displaystyle \Delta (X)} в {\displaystyle X\times X}).
3. (Гипотеза Римана) для всех {\displaystyle i,\;j} {\displaystyle |\alpha _{i}|=q^{i/2}}. Отсюда следует, что все нули {\displaystyle P_{k}(q^{-s})} лежат на «критической прямой» {\displaystyle \operatorname {Re} s=k/2}.
4. (Числа Бетти) Если {\displaystyle X} является хорошей редукцией по модулю {\displaystyle p} неособого проективного многообразия {\displaystyle Y}, определённым над некоторым числовым полем, вложенным в поле комплексных чисел, то степень {\displaystyle \deg P_{i}=\beta _{i}(Y)}, где {\displaystyle \beta _{i}} — число Бетти пространства комплексных точек {\displaystyle Y}.